# تنگیزشورون
تنگیزشورون (انگلیسی: Tengizchevroil) شرکت نفت و گاز قزاقستانی است، که در سال ۱۹۹۳ با مشارکت شرکت‌های شورون و کزمونای‌گس، با هدف استخراج نفت از میدان تنگیز و میدان کورولفسکوی، مستقر در آب‌های شمال‌شرقی دریای خزر، راه‌اندازی شد. در سال ۱۹۹۶ سه شرکت لوک اویل، آرکو و اکسان‌موبیل نیز در این کنسرسیوم شریک شدند، که در سال ۲۰۰۰ در پی خریداری آرکو توسط بی‌پی، کلیه سهام آرکو در این کنسرسیوم، به لوک اویل واگذار گردید. دفتر مرکزی شرکت تنگیزشورون در شهر آتیرائو، قزاقستان قرار دارد.